# Julio Aparicio Díaz
Julio Aparicio Díaz (Sevilla, 4 de enero de 1969) es un torero español. Hijo del conocido torero que lleva su mismo nombre, Julio Aparicio y de la bailaora Malena Loreto, tiene dos hermanas: Magdalena "Kika" y Pilar.

## Carrera
Tomó la alternativa en la Real Maestranza de Caballería de Sevilla, a manos de Curro Romero y con Espartaco de testigo con toros de Torrestrella el 15 de abril de 1990. Tardó cuatro años en confirmar la alternativa en Las Ventas. Lo hizo la histórica tarde del 18 de mayo de 1994, en la que alternaba con Ortega Cano y Jesulín de Ubrique, con toros de Manolo González y Alcurrucén. Al quinto toro, de Alcurrucén, le cortó las 2 orejas tras una extraordinaria e inspiradísima faena de muleta. El torero es conocido comúnmente como «Julito Aparicio».
El 21 de mayo de 2010, durante la Feria de San Isidro, y en una corrida celebrada en la madrileña plaza de Las Ventas, sufrió una gravísima cogida cuando un toro le empitonó por el cuello, saliendo el asta por la boca del torero, y produciéndole una gran herida y la fractura del maxilar superior. Fue rápidamente trasladado al Hospital 12 de Octubre, donde fue intervenido quirúrgicamente durante seis horas.
El 29 de mayo de 2012, al finalizar su segunda corrida de Las Ventas después de su reaparición, pidió a su compañero El Fandi que le cortara la coleta de manera inesperada, tras fallar con la espada en su último toro de aquella tarde.
Reaparece en Manzanares (Ciudad Real) en 2014